# Gaius Poppaeus Sabinus
Gaius Poppaeus Sabinus († 35 n. Chr.) war ein römischer Politiker und der Großvater mütterlicherseits der Poppaea Sabina.
Er war der Vater von Poppaea Sabina der Älteren, die ihrer Tochter den großväterlichen Namen gab, nachdem ihrem Ehemann Titus Ollius der Untergang des Seianus zum Verhängnis geworden war.
Im Jahre 9 war er gemeinsam mit Quintus Sulpicius Camerinus Konsul. Anschließend war er bis zu seinem Tod legatus Augusti pro praetore (Statthalter) von Moesia. Tiberius gab ihm im Jahre 15 noch die Provinzen Achaea und Macedonia dazu. Für einen Sieg über die rebellischen Thraker wurden ihm im Jahre 26 die Triumphinsignien bewilligt.
Als sich im Jahre 31 bei den Kykladen ein Mann für Drusus, den Sohn des Germanicus, ausgab, der bereits im Jahr zuvor von Tiberius wegen der Teilnahme an einer angeblichen Verschwörung gegen den Kaiser eingekerkert worden war, eilte Poppaeus herbei und stellte fest, dass der falsche Drusus ein Sohn eines Marcus Silanus war, eventuell des Suffektkonsuls des Jahres 15.
Laut Tacitus verdankte Poppaeus, der zwar sein Amt gut ausführte, aber keine herausragenden Fähigkeiten besaß, seine Karriere der Freundschaft mit zwei Kaisern.